# فرودگاه تک‌بانده جسپر ریج
فرودگاه تک‌بانده جسپر ریج (به انگلیسی: Jasper Ridge Airstrip) یک فرودگاه خصوصی است که یک باند فرود چمن دارد و طول باند آن ۴۸۷ متر است. این فرودگاه در کشور ایالات متحده آمریکا قرار دارد و در ارتفاع ۳۴۲ متری از سطح دریا واقع شده‌است.